# Siegfried Ernst
Siegfried Ernst (* 2. März 1915 in Ulm; † 7. Mai 2001) war ein deutscher Arzt, Kirchenpolitiker und Lebensrechtsaktivist.

## Leben
Siegfried Ernst entstammte einem deutsch-national eingestellten Elternhaus. Noch vor dem Abitur an einem Ulmer Gymnasium trat er als Oberprimaner zum 1. Mai 1933 der NSDAP (Mitgliedsnummer 3.220.284) und im selben Monat der Sanitäts-SA bei.
Von 1934 bis 1939 studierte er an der Eberhard Karls Universität Tübingen und der Universität Rostock Humanmedizin und wurde bei Studienbeginn Mitglied der Tübinger Normannia, einer damals noch schlagenden Verbindung. Während des Studiums schloss er sich der Erweckungsbewegung Oxford-Gruppe an. Im Februar 1939 wurde ein von ihm gemeinsam mit Robert Uhland verfasstes Theaterstück an der Universität aufgeführt. Faust IV. Teil oder: Der Geist des 21. Jahrhunderts war ein satirische Auseinandersetzung mit der nationalsozialistischen Weltanschauung. Die Aufführung blieb erstaunlicherweise für ihn folgenlos. 1939 erhielt er die Approbation.
Danach war er bis Mai 1941 Assistent an der Chirurgischen Universitätsklinik in München.
Im Zweiten Weltkrieg diente er als Sanitätsoffizier Truppenarzt und später Chirurg in Feldlazaretten in der Wehrmacht, wurde aber wegen seines Eintretens gegen die Massenliquidationen von Geisteskranken und Juden und die Behandlung der Zivilbevölkerung im Osten beobachtet, 1943 bis 1945 drei Mal strafversetzt, und stand später „unter Sonderbefehl von Himmler“. Nachdem er 1945 in die „zerschlagene“ Tschechoslowakei geflüchtet war, kam er nach Kriegsende wieder nach Deutschland.
Er war ab 1960 für sechs Jahre Vorsitzender der CDU Ulm sowie von 1962 bis 1975 Stadtrat in Ulm. 1964 war er einer der Initiatoren der Ulmer Denkschrift, eines Protestes von Ärzten gegen die Propagierung der Antibabypille als „Konsumartikel und Genussgut“ (in Das größte Wunder ist der Mensch, S. 11), „größtes Auschwitz der europäischen Geschichte“, „Massenmord im Mutterleib“, und gründete die Aktion Ulm 70 gegen die Freigabe der Abtreibung. 1970 verklagte er zwei Mal erfolglos Oswalt Kolle für den Film Oswalt Kolle: Dein Mann, das unbekannte Wesen auf Pornografie. 1971 wurde er Mitglied der Landessynode der Evangelischen Landeskirche in Württemberg und engagierte sich mit dem Münchner CSU-Stadtrat Dietrich Geißler für eine „Christliche Wählerinitiative Menschenwürde“.
1974 schrieb er in Das größte Wunder ist der Mensch (S. 85 ff.): „Der moderne Sexualismus ist keine natürliche Erscheinung, sondern eine infektiöse Geisteskrankheit der Gesellschaft, die die Familien auflöst und die Kultur zerstört.“ Er vertrat die Ansicht, dass durch freizügige Sexualität viele Schäden entstehen, und lehnte Auslebung der sexuellen Lust einschließlich der Verhütung klar ab. 1995 konvertierte er aus theologischen Erkenntnissen, Gewissensgründen und aufgrund eines im Ulmer Münster abgehaltenen Schwulengottesdienst in Rom zur katholischen Kirche.
Ernst war Vizepräsident der World Federation of Doctors Who Respect Human Life und Vorsitzender der Europäischen Ärzteaktion. Er war seit 1942 verheiratet und hatte sechs Kinder. Ab 1979 war der Herausgeber der Zeitschrift Medizin und Ideologie.

## Auszeichnungen
- 1953: L’éducation au civisme – Ordre National de Romarin
- 1996: Ehrendoktorwürde der International Academy of Informational Processes and Technology

## Schriften (Auswahl)
- Angriff auf die progressive Sexparalyse der Gesellschaft. Redaktion der Notgemeinschaft Evangelischer Deutscher e. V., Bernhausen 1971.
- Das grösste Wunder ist der Mensch. Antwort auf die sexuelle Konter-Evolution. Martin-Verlag Berger, Buxheim 1974, ISBN 3-7865-0000-2.
- Wissenschaft von gestern als ideologischer Irrtum von heute. Gedanken zum modernen Religionsunterricht. Europäische Ärzteaktion, Ulm-Donau 1977.
- Evangelische Gedanken zur Frage des Petrusamtes und der „Unfehlbarkeit in Lehre und Sitte“. Christiana-Verlag, Stein am Rhein 1982, ISBN 3-7171-0822-0.
- Dein ist das Reich. Vom Plan Gottes mit d. Menschen u. d. Ideologien. Christiana-Verlag, Stein am Rhein 1982, ISBN 3-7171-0828-X.
- Der Wulm. Am Wendekreis des Limericks. Weingärtner, Neuss 1986, ISBN 3-9801236-0-X.
- Erziehungsziel Leben. Adamas, Köln 1987, ISBN 978-3925746345 (mit Elisabeth Schmitz, Bernhard Kotulla und Reinhard Löw)
- Auf dem Weg zur Weltkirche. Gründe für meinen Übertritt zur katholischen Kirche. Christiana-Verlag, Stein am Rhein 1998, ISBN 978-3-7171-1044-6.
- Mit Gott im Rückspiegel. Erinnerungen aus der Zeit des Krieges und der Nachkriegszeit. Hess, Ulm 1998, ISBN 3-87336-270-8.